# NGC 4709
NGC 4709 este o galaxie eliptică situată în constelația Centaurul. A fost descoperită în 7 mai 1826 de către James Dunlop. Se află la o distanță de 38,19 de megaparseci de Pământ.